# Nylla cordillera
Nylla cordillera is een vlinder uit de familie van de dikkopjes (Hesperiidae). De wetenschappelijke naam van de soort is voor het eerst geldig gepubliceerd in 1972 door Miller & Miller.